# Belgische Geneesherenvereniging Sint-Lucas
De Belgische Geneesherenvereniging Sint-Lucas is een vereniging van geneesheren die de schakel wil zijn tussen de christelijke geloofsovertuiging en de medische praktijk.  Ze geeft tevens informatie aan christelijke ziekenhuizen met het oog op de toepassing van de christelijke waarden in de gezondheidszorg.
Ze werd op 23 februari 1922 opgericht en staat anno 2006 onder het voorzitterschap van dr. Paul Deschepper.
De vereniging publiceert het driemaandelijkse tijdschrift Acta Medica Catholica met artikels over spiritualiteit, medische ethiek en medisch recht.  Het tijdschrift richt zich op al wie betrokken is bij de gezondheidszorg en ieder die interesse heeft voor het geestelijk, ethisch-medisch en cultureel gebeuren.
Deze Sint-Lucasgilde maakt deel uit van de Wereldfederatie van Katholieke Medische Genootschappen (WKMG) (Fédération Internationale des Associations de Médecins Catholiques, FIAMC), die de overkoepelende organisatie is op wereldniveau.